# 覚運
覚運（かくうん、天暦7年（953年）- 寛弘4年10月30日（1007年12月12日））は、平安時代中期の天台宗の僧。父は春宮少進藤原貞雅。
比叡山で良源に師事して天台教学を学んでその学名が高く、東塔檀那院に住して盛んに講説を行った。良源の勧告により静真・皇慶から真言密教を学んだ。宮廷貴族に取り入り、藤原道長に摩訶止観等を講じ、一条天皇には法華疏を進講したほか、道長家に関係する様々な仏事に関与した。この間1003年（長保5年）権少僧都に任じられ、その後権大僧都となった。1007年（寛弘4年）に没したが、その後権僧正が追贈された。後世源信を祖とする恵心流とともに覚運は檀那流の祖とされた。